# Hendrik II van Guise
Hendrik II van Guise (Parijs, 4 april 1614 - aldaar, 2 juni 1664) was van 1629 tot 1640 aartsbisschop van Reims, van 1640 tot aan zijn dood hertog van Guise, van 1640 tot 1641 prins van Joinville en van 1640 tot 1657 graaf van Eu. Hij behoorde tot het huis Guise.

## Levensloop
Hendrik II was de tweede zoon van hertog Karel I van Guise uit diens huwelijk met Henriëtte Catharina van Joyeuse, dochter van hertog Hendrik van Joyeuse. Als jongere zoon was hij aanvankelijk voorbestemd voor een kerkelijke loopbaan. Hij werd in 1622 abt van het Klooster van Saint-Remi in Reims en studeerde filosofie aan het Jezuïetencollege in Reims alvorens zijn vader er in 1629 voor zorgde dat hij benoemd werd tot aartsbisschop van Reims. Gezien zijn minderjarige leeftijd belastte paus Urbanus VIII Henri Clausse, bisschop van Châlons, met de administratieve taken van het aartsbisdom. Hendrik was titulair abt van de Mont Saint-Michel en van de abdij van de Heilige Drievuldigheid in Fécamp. Beide abdijen waren van de Orde der Benedictijnen. Hendrik was formeel aartsbisschop van Reims van 1629 tot 1641. Hij ontving vanuit Rome een pauselijke brief waarin hem de dispensatie werd verleend om geestelijke en tijdelijke zaken te verordenen en hij het recht kreeg om een eigen suffragaanbisschop aan te wijzen die in zijn naam het aartsbisdom Reims moest besturen. Dit werd Henri Boivin, bisschop van Tarse.
Hij was nog een geestelijke toen hij en zijn nicht Anna Gonzaga (1616-1684), dochter van Carlo I Gonzaga, de hertog van Mantua, verliefd werden op elkaar. Haar familie verzette zich tegen een mogelijke verbintenis tussen de twee, maar in 1639 traden ze stiekem in het huwelijk. In 1641 gingen ze uit elkaar, waarna Hendrik op 16 november 1641 in Brussel trouwde met Honorine van Glymes van Bergen (overleden in 1679). Ook dit huwelijk eindigde in 1643 in een scheiding. Uit zijn twee huwelijken werden geen kinderen geboren.
Nadat zowel zijn oudere broer als zijn vader enkele maanden na elkaar  waren gestorven, verliet Hendrik II in september 1640 de geestelijke stand om hertog van Guise, prins van Joinville en graaf van Eu te worden. Hij nam in 1641 deel aan de opstand van Lodewijk van Bourbon-Soissons tegen kardinaal de Richelieu, die door de nederlaag van de opstandelingen in de Slag bij La Marfée werd neergeslagen. Hendrik II werd vervolgens ter dood veroordeeld, maar wist naar Vlaanderen te vluchten. Na het overlijden van koning Lodewijk XIII van Frankrijk in 1643 kreeg hij de toestemming om terug te keren naar Frankrijk en werd zijn macht in het hertogdom Guise en het graafschap Eu hersteld, maar Joinville moest hij afstaan aan zijn moeder. 
Als afstammeling van René I van Anjou, die in de 15e eeuw koning van Napels was, nam Hendrik II in 1647 deel aan de rebellie in Napels. Na de opstand van visser Masaniello tegen de Habsburgs-Spaanse overheersing volgde een grotere opstand in Napels. Deze opstand resulteerde in de uitroeping van de Koninklijke Republiek Napels, een opstandige republiek die Hendrik II bestuurde als militair gouverneur. Het gebrek aan steun van Jules Mazarin vervreemdde hem echter van de Napolitanen. Hierdoor roken de Spanjaarden hun kans: ze voerden een tegenaanval uit, vernietigden de republiek en namen Hendrik gevangen, die van 1648 tot 1652 in Spaanse gevangenschap verbleef. In 1654 probeerde Hendrik opnieuw de controle over Napels te verkrijgen, maar dit faalde, deels door de aanwezigheid van een Engelse vloot die onder leiding van Robert Blake Spanje ondersteunde.
Hij installeerde zich vervolgens in Parijs en werd in 1655 door koning Lodewijk XIV tot grootkamerheer van Frankrijk benoemd, een functie die hij in 1658 afstond aan Godfried Maurits de la Tour d'Auvergne. In 1657 verkocht hij het graafschap Eu aan zijn nicht Anne Marie Louise van Orléans. In juni 1664 overleed Hendrik II van Guise. Hij werd als hertog van Guise opgevolgd door zijn neef Lodewijk Jozef.
- Bibsys: 1015609
- Biblioteca Nacional de España: XX1311069
- Bibliothèque nationale de France: cb125638710 (data)
- Biografisch Portaal: 93803977
- Gemeinsame Normdatei: 135907861
- International Standard Name Identifier: 0000 0001 2131 180X
- Library of Congress Control Number: n85112453
- Nationale Bibliotheek van Tsjechië: mzk2008473323
- Nationale bibliotheek van Australië: 35858332
- Nationale Bibliotheek van Israël: 987007262005705171
- Nationale Bibliotheek van Polen: a0000003662216
- Nederlandse Thesaurus van Auteursnamen: 072826428
- Réseau des bibliothèques de Suisse occidentale: 02-A013444380
- LIBRIS: 345748
- Système universitaire de documentation: 034939393
- Trove: 1118937
- Virtual International Authority File: 46877180